# Damas Calvet i de Budallès
Damas Calvet i de Budallés (Figueres, 11 de desembre de 1836 - Barcelona, 2 de novembre de 1891) fou un enginyer, poeta i dramaturg català.

## Biografia
Damas Calvet de Budallés el 1836 en el si d'una família més aviat benestant. El seu pare Narcís Calvet nascut a Torroella de Montgrí, la seva mare Florentina de Budallés i Deop era nascuda a Olot. Estudià enginyeria a l'Escola d'Enginyers Industrials de Barcelona al mateix temps que treballava com a dibuixant a l'Espanya Industrial. Ja en els seus temps d'estudiant col·laborava en publicacions com El Conseller, La Corona d'Aragó i Els Trobadors, on publicà els seus primers versos. Arran d'una visita que els ducs de Montpensier efectuaren a l'Espanya Industrial l'any 1857, el pensionaren per a estudiar a Madrid com a recompensa de la benvinguda que els havia adreçat amb una oda seva en català.
El 1859 acabà la carrera d'enginyer químic i guanyà la seva primera Englatina d'or en els Jocs Florals de Barcelona amb el poema Són ells, dedicat als almogàvers. Un any després, obtingué, per oposició, una plaça pensionada a França per estudiar els avenços de la indústria química. El 1860 es relacionà amb els felibres o poetes provençals.
El 1862 escrigué un informe sobre la fabricació de gel. El 1864 estrenà La romeria a Requesens, a Figueres, i La Campana de la Unió, al Teatre Romea de Barcelona. Deu anys més tard, estrenà al Teatre Principal de Barcelona l'opereta A la voreta del mar. El 1878 fou proclamat Mestre en Gai Saber.
El 1881 publicà Vidrims i el 1886 Mallorca Cristiana. Mentrestant, s'havia casat i havia tingut descendència. Havia ensenyat en un institut de València. Havia guanyat dues englatines d'or més i havia tingut tres accèssits als Jocs Florals de Barcelona. Havia sigut mantenidor dels Jocs Florals els anys 1863, 1865, 1876 i 1879. La Diputació i la Junta Provincial d'Agricultura de la província de Girona el comissionaren per a l'Exposició Universal de Londres. Havia cofundat el setmanari empordanès L'Empordà Federal. Havia col·laborat amb Narcís Monturiol en la construcció de l'Ictíneo i amb Pompeu Fabra cedint-li llibres de la seva propietat. A l'hora de la seva mort era professor de dibuix i projectes de l'Escola d'enginyers industrials de Barcelona i també de l'Escola provincial d'Arts i Oficis, membre de l'Ateneu de Mataró, de la Societat Científica i Literària de Perpinyà i de l'Aerostàtica i Meteorològica de França.
El 2 de novembre de 1891 morí en el seu domicili de Barcelona, a dos quarts de quatre de la tarda.
Estava casat amb Teresa Peyronill nascuda a Agulhoni van ser pares de l'arquitecte Arnau Calvet i Peyronill.

## Obres publicades

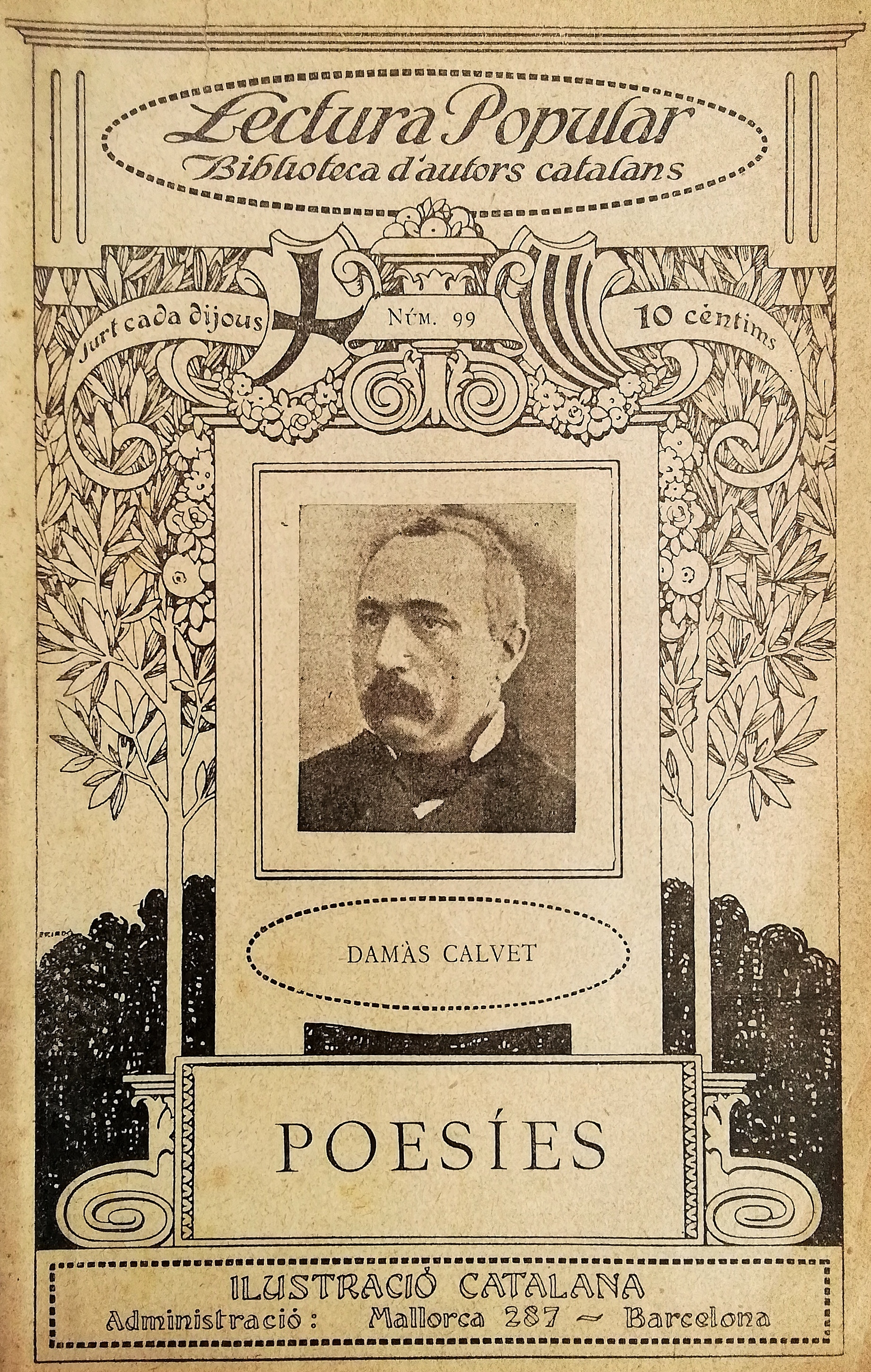
Recull de poesies d'en Damas Calvet, editades posteriorment per la col·lecció Lectura Popular Biblioteca d'autors catalans de la Ilustració Catalana, a Barcelona l'any 1915

### Obres literàries
- La romeria a Requesens (o, L'Anada a Requesens). És un quadre de costums figuerencs; un drama. Era una romeria que pobles de l'Empordà feien a Requesens, poble situat sota el Puig Neulós, a la serra de l'Albera, per implorar la tramuntana a la Mare de Déu de Requesens. La música és del mestre Villar.
- La Campana de la Unió. És un drama històric en tres actes.
- A la voreta de la mar. És una opereta d'un sol acte del gènere romàntic. Un príncep anglès que avara la seva nau prop d'una platja catalana s'enamora d'una noia que broda a la voreta de la mar. La música és del mestre Joan Goula i Soley, músic de renom en el seu temps.[5]
- Vidrims. És un recull de poesies seves generalment del gènere romàntic o patriòtic. Actualment, és un llibre molt difícil de trobar. Una selecció de poemes d'aquest recull va ser traduït a l'alemany el 1890 al recull Catalanische Troubadoure der Gegenwart[6] traduït per Johann Fastenrath (1839-1908),[7] reeditat en facsímil el 2017.[8]
- Mallorca cristiana. És l'obra cabdal de Damas Calvet. Tracta de la conquesta de Mallorca per Jaume I. Se'n feren diverses edicions, totes en dos volums de 670 pàgines cadascú.
- Articles, odes o poemes apareguts en diverses publicacions o escrits amb motiu de commemoracions o esdeveniments com, per exemple, una oda en honor de Narcís Monturiol amb motiu d'un homenatge que Figueres va fer al seu fill inventor o un llarg article a La Renaixensa amb motiu de la mort del seu amic, el mateix Monturiol.

### Altres
Com a enginyer, escrigué un llibre titulat Fabricación de hielo (estudio sobre el sistema de Mr. Carré), en el qual descriu una màquina per a fabricar, amb cinc models de capacitat, fins a cent kilograms de gel per hora. Intervingué en el disseny de la cúpula dels magatzems El Águila de Barcelona. Encetà la tradició humanística dels enginyers industrials catalans, que inclou el més il·lustre filòleg i un bisbe.